# 1994年リレハンメルオリンピックのアメリカ合衆国選手団
1994年リレハンメルオリンピックのアメリカ合衆国選手団（1994ねんリレハンメルオリンピックのアメリカがっしゅうこくせんしゅだん）は、1994年2月12日から2月27日まで、ノルウェーのオップラン県リレハンメルで開催された第17回オリンピック冬季競技大会のアメリカ合衆国選手団、およびその競技結果。

## 概要
今大会は金メダル6個、銀メダル5個、銅メダル2個の合計11個のメダルを獲得した。
スピードスケートの女子では、ボニー・ブレアが500mと1000mで2大会連続金メダルとなる2冠を達成、500mではスピードスケート史上初の3連覇を達成した。
フィギュアスケートでは、ナンシー・ケリガンとトーニャ・ハーディングの騒動が話題となった。

## メダル
| メダル | 選手名 | 競技                 | 種目               |
| ------ | --- | -------------------- | ------------------ |
| 金     | トミー・モー | アルペンスキー       | 男子滑降           |
| 金     | ダイアン・ロフェ                                                                                                   | アルペンスキー       | 女子スーパー大回転 |
| 金     | ケーシー・ターナー                                                                                                 | ショートトラック     | 女子500m           |
| 金     | ダン・ジャンセン                                                                                                   | スピードスケート     | 男子1000m          |
| 金     | ボニー・ブレア | スピードスケート     | 女子500m           |
| 金     | ボニー・ブレア | スピードスケート     | 女子1000m          |
| 銀     | トミー・モー | アルペンスキー       | 男子スーパー大回転 |
| 銀     | ピカボ・ストリート                                                                                                 | アルペンスキー       | 女子滑降           |
| 銀     | エリザベス・マッキンタイヤー                                                                                       | フリースタイルスキー | 女子モーグル       |
| 銀     | ナンシー・ケリガン                                                                                                 | フィギュアスケート   | 女子シングル       |
| 銀     | ランドール・バーツ ジョン・コイル エリック・フレーム アンドリュー・ガベル アンソニー・ゴスコビッツ                 | ショートトラック     | 男子5000mリレー    |
| 銅     | アミー・ピーターソン                                                                                               | ショートトラック     | 女子500m           |
| 銅     | カレン・キャッシュマン エイミー・ピーターソン シャナ・サンドストローム キャシー・ターナー ニッキ・ジーゲルマイヤー | ショートトラック     | 女子3000mリレー    |